# 重奪公民廣場案
重奪公民廣場案是2014至2018年間香港一宗著名司法案件，因涉著名社運領袖以及公民抗命的司法定位而獲廣泛社會關注。2014年，黃之鋒、羅冠聰及周永康因組織重奪「公民廣場」行動被律政司起訴，最終三人在裁判法院獲輕判社會服務令及緩刑；律政司因不滿判刑過輕，於2017年向高等法院申請刑期覆核並勝訴，三人被判即時監禁；三人隨即將刑期上訴至終審法院，2018年獲判勝訴。

## 背景

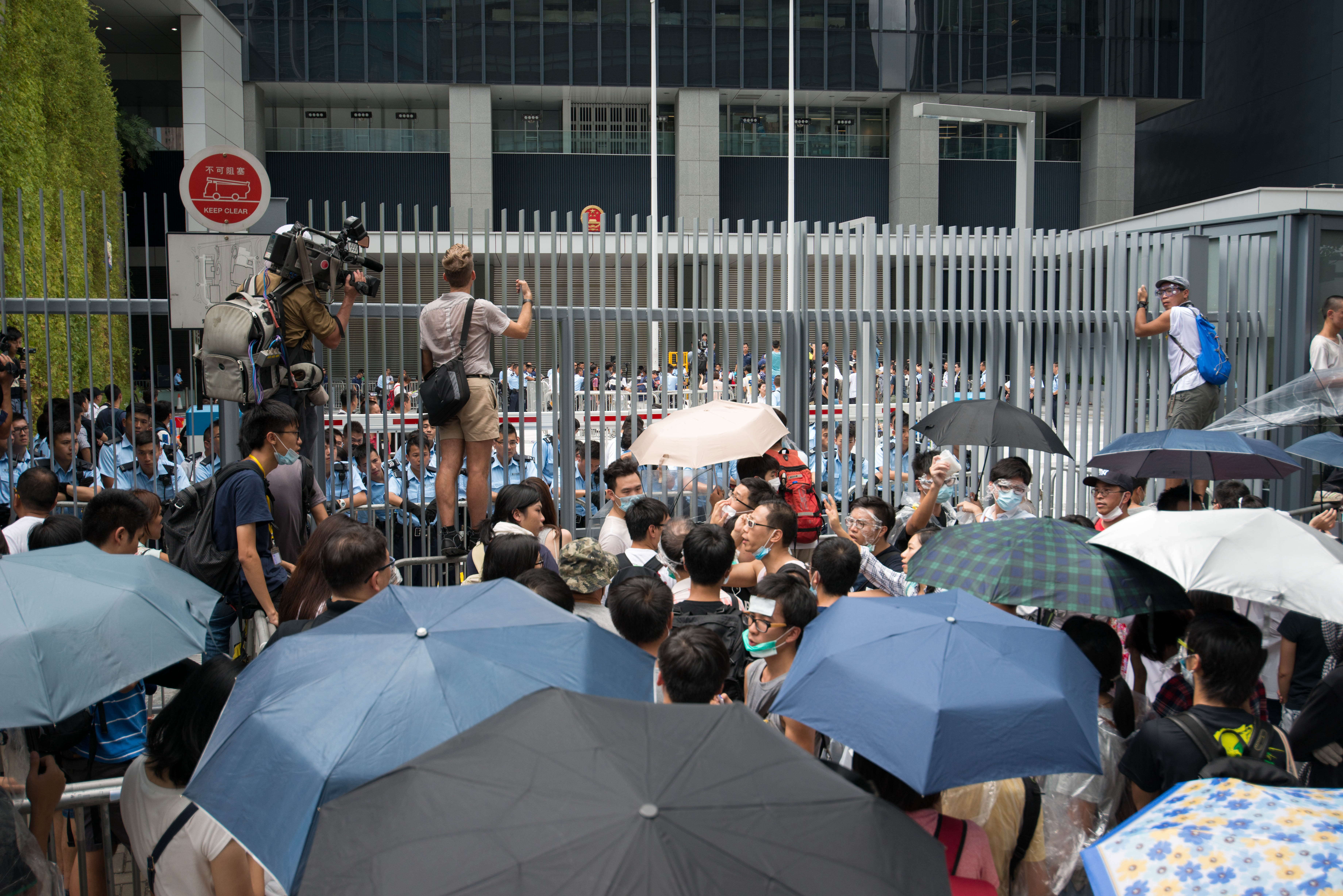
2014年9月27日重奪「公民廣場」行動

2012年，學民思潮在政府東翼前地（即公眾所指的公民廣場）進行反國教示威，成功逼使政府擱置德育及國民教育科課程。公民廣場隨即成為公民示威的象徵。 2014年6月，反新界東北撥款示威在立法會爆發，引致一連串的暴力衝突。政府隨即宣布封閉公民廣場，加裝圍欄，並禁止示威者在該地通宵抗議。
2014年9月，香港專上學生聯會（簡稱學聯）及學民思潮舉行罷課活動，抗議人大的政治改革決議。 學聯曾申請在9月23日至10月1日使用「公民廣場」集會，但申請遭到拒絕。 學聯和學民思潮的執行委員在罷課前後曾商討升級行動的內容，最終決定在9月26日，即罷課最後一天闖入公民廣場。
黃之鋒（第一答辯人）是當時的學民思潮召集人，羅冠聰（第二答辯人）是當時的學聯常委之一，而周永康（第三答辯人）則是學聯的前秘書長。三人都是著名的香港社運人物。

## 案情
在9月26日的晚上10時20分左右，最後一天的罷課活動接近尾聲，學生逐漸離開。正值此時，黃之鋒表示要上台分享感受。途中，黃突然呼籲學生留下，並一同衝進公民廣場。他說：「好，我地而家喺度呼籲，希望大家而家同我哋一齊入去公民廣場。」
其後，黃之鋒離開講台，將主持一位交給羅冠聰，又衝向公民廣場。當時，大班人群已經聚集在入口的車閘前。儘管保安員嘗試阻止示威者打開車閘，部分人仍嘗試推開鐵閘，其他人則爬上圍封公民廣場的鐵欄杆，藉此進入公民廣場。大概三分鐘之後，黃之鋒爬上鐵欄杆，沒有理會警員的警告。他在一名警員面前落地，隨即被他拘捕。
在黃之鋒被截停後的一分鐘後，周永康亦攀越圍欄，不理會警員的喝止，避開警員進入政總前地，然後跑往閘門附近。
同時，羅冠聰留在講台上，號召集會人士一同進入「公民廣場」。他宣佈已有「先頭部隊」進入，並多次呼籲集會人士進入政總前地。他呼籲中學生離開，但他們可以再在網上叫更多人過來；又告訴參與行動者須和平、理性、保持克制和舉高雙手，提醒他們這是公民抗命。
案發時現場共有約有數百人意圖進入政總前地，最終有數十人成功進入，部分人推倒旗桿下方擺放的鐵馬。其後，包括周永康在內的集會人士，在旗桿下手牽手喊口號。事件導致4名警務人員及11位政府職員受傷，大部分為輕傷。
事件後來演變成長達79日的雨傘革命。

## 初審

### 拘捕及起訴
2015年8月27日。三人到灣仔警察總部正式接受拘捕。黃之鋒被控一條「煽惑他人參與非法集結罪」，以及一條參與非法集結罪。羅冠聰被控一條「煽惑他人參與非法集結罪」。周永康則被控一條「參與非法集結罪」。9月2日，三人隨即到東區裁判法院應訊。

### 審判及罪成
案件正式進入審訊，由裁判官張天雁審理案件。三人全部承認所做的行為，僅就有關行為是否構成罪行提出抗辯。
2016年7月21日，被控兩項控罪的黃之鋒，被裁定煽惑他人參與非法集會無罪，但他與周永康同被裁定參與非法集會罪成。羅冠聰則被裁定煽惑他人參與非法集會罪成。

### 求情及宣判
在宣布罪成該日，三名被告的代表律師為他們求情。
羅冠聰的代表律師指出，他將出選立法會，若定罪紀錄超過三個月，他將無法出選。他的母親患輕微抑鬱，望法庭明白其行為不屬一己私利。黃之鋒的律師形容他年紀輕輕，一路承擔着社會和香港的未來。涉案行為不為自己，而是當時社會爭議的議題。周永康的律師則稱，他將到倫敦經濟學院修讀社會學碩士，亦計劃修畢博士才回港倡議政策，因此希望判處非監禁式刑罰。
感化官其後向法庭遞交報告。三人的感化報告均十分正面，感化官稱讚三人願意負責，違法行為只是為了喚起社會關注。其中，感化官認為周永康將赴英國升讀碩士，故不適宜執行社會服務令。
裁判官在2016年8月15日宣判。張官指出，年輕人想法可貴之處是較純真，卻可能因此較衝動。三人因表達意見及關心社會而犯法，應該寬容及理解。他們在被捕、調查及受審期間表現合作，承認所做的行為，又就保安員受傷一事致歉，所以可判3人社會服務令。 最後，法庭判周永康入獄3周、緩刑1年。黃之鋒及羅冠聰分別判處80小時及120小時社會服務令。

## 律政司上訴

### 向原審裁判官上訴
律政司之後不服刑期，要求原審裁判官張天雁覆核判刑，改判三人即時監禁。律政司一方指，案發時三人連同其他示威者共逾一百人；三人有計劃、有預謀地犯案，但張官側重了他們犯案的動機去量刑。三人的社會服務令報告顯示他們並無悔意，而社服令的先決條件是要真誠悔意，故判監是唯一選擇。黃之鋒的代表律師指出，各被告尊重法庭裁決，無就刑期提上訴，也願意承擔刑罰，算是有悔意。周永康的代表律師亦指，其客人早前自辯時已對當日受傷的保安員表達悔意。雖然他向感化官表示無悔為香港社會付出，亦不代表周無悔意。
2016年9月21日，張官頒下判決指，三人年輕初犯，過往的非法集結案件，法庭亦曾判處非監禁式刑罰；律政司援引的案例涉及三合會和非常暴力，不能相提並論。張官又指判刑時已小心考慮案情、被告背景、犯罪行為、後果和動機，以及他們的悔意，故駁回律政司上訴，下令律政司支付訟費。

### 向高等法院申請上訴
2016年10月11日，律政司向上訴法庭申請覆核刑罰的許可，並於兩日後獲批。2017年8月9日，高等法院上訴庭舉行為期一日的聆訊，聽取雙方的陳詞。
2017年8月17日，高等法院上訴法庭副庭長楊振權、法官潘兆初及彭偉昌共同頒下判詞。三人一致裁定，批准律政司司長的刑期覆核申請，並改判如下：
- 黃之鋒即時監禁6個月；
- 羅冠聰即時監禁8個月；
- 周永康即時監禁7個月。

## 被告上訴至終審法院

### 向上訴庭申請上訴證書
根據香港法例，案件要在終審法院審理，就必須符合下列的其中一個條件：
- 下級法院發出證明書，證明有關案件的決定涉及具有廣泛重要性的法律論點。
- 假如下級法院拒絕發出證明書，終審法院可自行給予上訴許可，證明案件決定涉及重要的法律觀點，或可能存在實質及嚴重的不公平情況。

2017年10月26日，黃之鋒和羅冠聰向上訴庭申請上訴證書，但被上訴庭拒絕。

### 申請上訴許可
後來，黃之鋒和羅冠聰就案件向終審庭申請上訴許可。他們藉著兩個基礎提出上訴，分別是案件涉及「重大而廣泛的重要法律論點」，以及裁決帶來「實質及嚴重的不公平」。2017年11月7日，終審法院開庭處理，獲法官批出上訴許可。早前未申請保釋的周永康同時獲得保釋。終審法院首席法官馬道立指出，終審法院將考慮以下的問題：
1. 根據《刑事訴訟程序條例》第81A條，上訴庭在處理律政司所提出的刑期覆核時，能夠以甚麼程度改變、修補或增加裁判官的事實裁定？
2. 判刑法院應以甚麼程度考慮犯罪動機，特別是在被告聲稱自己進行公民抗命及行使憲法權利時？
3. 上訴庭在決定此案的量刑時，在甚麼程度上作出了新的量刑標準，以致影響之後的判決？
4. 就黃之鋒的判刑而言，上訴庭在甚麼程度應考慮到《刑事訴訟程序條例》第109A條（除非沒有其他適當的處置方法，16歲至20歲的人不得被監禁）？

### 判決
2018年2月6日，終審法院頒下判詞，宣佈三名被告全部得直。五位法官撤銷上訴庭的監禁判決，並恢復裁判官裁定的刑罰。

#### 第一點：覆核刑罰時重新審查事實的權力
法庭指出，上訴法庭有權審視下級法庭已有的證據，從而判斷下級法庭有否犯下判刑的錯誤。假如判刑法庭對事實裁定犯下錯誤，導致判刑出現問題，上訴法庭在覆核刑罰時有權糾正這些錯誤。然而，如判刑法庭已考慮過某項因素的比重，並在適當刑罰範圍內判刑，除非上訴法庭斷定該刑罰明顯不足，否則上訴法庭便不可在覆核刑罰時，對該項因素給予不同的比重。
上訴法庭認為，原審裁判官判刑時沒有考慮判刑相關的因素（例如是阻嚇性及案件的嚴重程度），因此量刑時犯了原則上的錯誤。然而，終審法院指出，裁判官顯然留意到這些因素，只是她對上訴人的個人情況及動機給予較大的比重，而比重有多大全屬裁判官酌情權以內的事情。
而且，裁判官判處的刑罰符合法庭一貫的刑罰範圍。終審庭認為，裁判官判刑時沒有由上訴法院訂立的指引；而法庭以往對非法集結者亦判處社會服務令，因此原先的判刑沒有不妥之處。

#### 第二點：以公民抗命和行使權利為動機
針對行使憲法權利的一點，假如涉事者在行使憲法權利時干犯罪行，涉事者已逾越了合法行使憲法權利與違法活動之間的分界線。因此，疑犯利用這點來請求輕判，是不甚可取的做法。
然而，針對公民抗命的概念，終審庭指出這概念被英國法院承認，而在香港也是可承認的。
終審法庭在廣義上確立了公民抗命的準則：
- 罪犯相信某一法律不公義，因而侵犯該法律，或
- 罪犯爲了抗議他眼中不公義的事情，或爲了導致法律上或社會上的改變，所作出的違法行爲。
- 示威者預期及接受懲罰，採取的行動亦須是和平非暴力。

法庭指出，罪犯因良心驅使或真誠信念而作出公民抗命，是法庭可以考慮的犯罪動機。但法庭給予這些動機的比重，必隨案件的實際情況而異。值得注意的是，法庭判斷上訴人不是因為他們認為《公安條例》 是不公義的法例，才作出所謂公民抗命的行為。相反，他們只是因為抗議政府提出的建議而犯法。而且，涉案行爲已經違法和涉及暴力，因此不是和平、非暴力。在判刑時以公民抗命爲由作出的輕判請求，應得的比重甚少。

#### 第三點：上訴法庭對將來案件的指引
對於某罪行判處甚麽刑罰，法庭應根據犯案當時的判刑慣例而定。終審庭認為這是已確立的法律原則，保障被告人不被施加追溯性的刑事懲罰。
一方面，上訴庭發出指引，強調在香港目前的情況下，阻嚇性對於暴力和大規模的非法集結案是必要的，法院有充分理由判處參與者即時監禁。終審庭認同上訴法庭制定的判刑原則。另一方面，終審法庭認為不適宜運用指引審理上訴，避免用將新的判刑指引套用於他們以往作出的行為。

#### 第四點：疑犯年輕對判刑的影響
法庭認為，原審裁判官顯然可以在判刑時考慮年齡的因素。上訴法庭作為判刑法庭，有責任考慮所有可供選擇的非監禁的刑罰。在本案中，上訴法庭錯誤地認為無須考慮其他判刑選擇及沒有遵從第109A條的規定。